# Stech- und Rennzeug

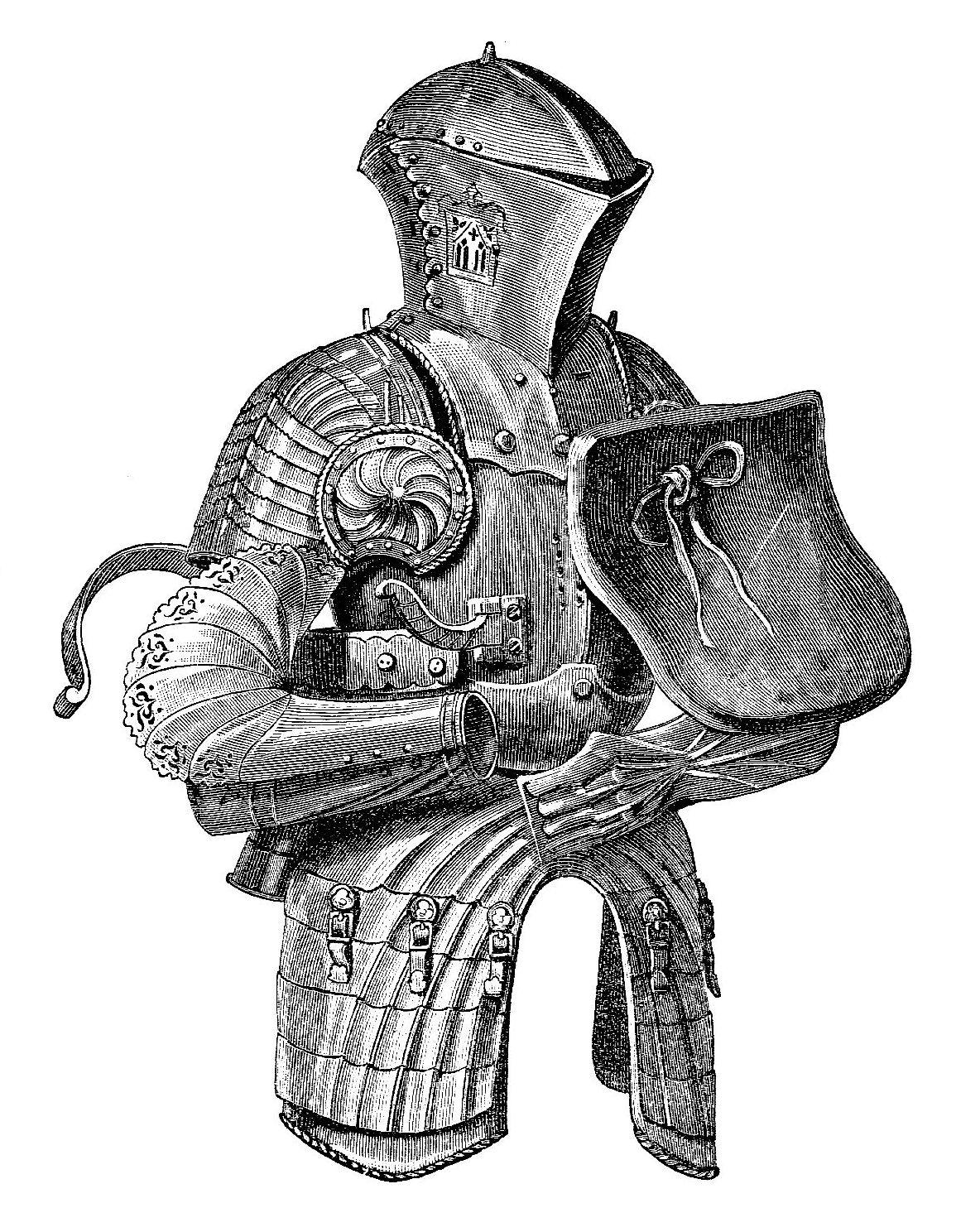
Deutsches Stechzeug Kaiser Maximilians I. (Hofjagd- und Rüstkammer, Wien)

Unter Stechzeug und Rennzeug versteht man die spezialisierte Ausrüstung (Turnierrüstung) eines Ritters für das sogenannte (Welsche) Gestech bzw. für das Rennen, zwei Formen des spätmittelalterlichen ritterlichen Tjost-Turniers. Stechzeug wurde vom Plattner angefertigt.

## Stechzeug

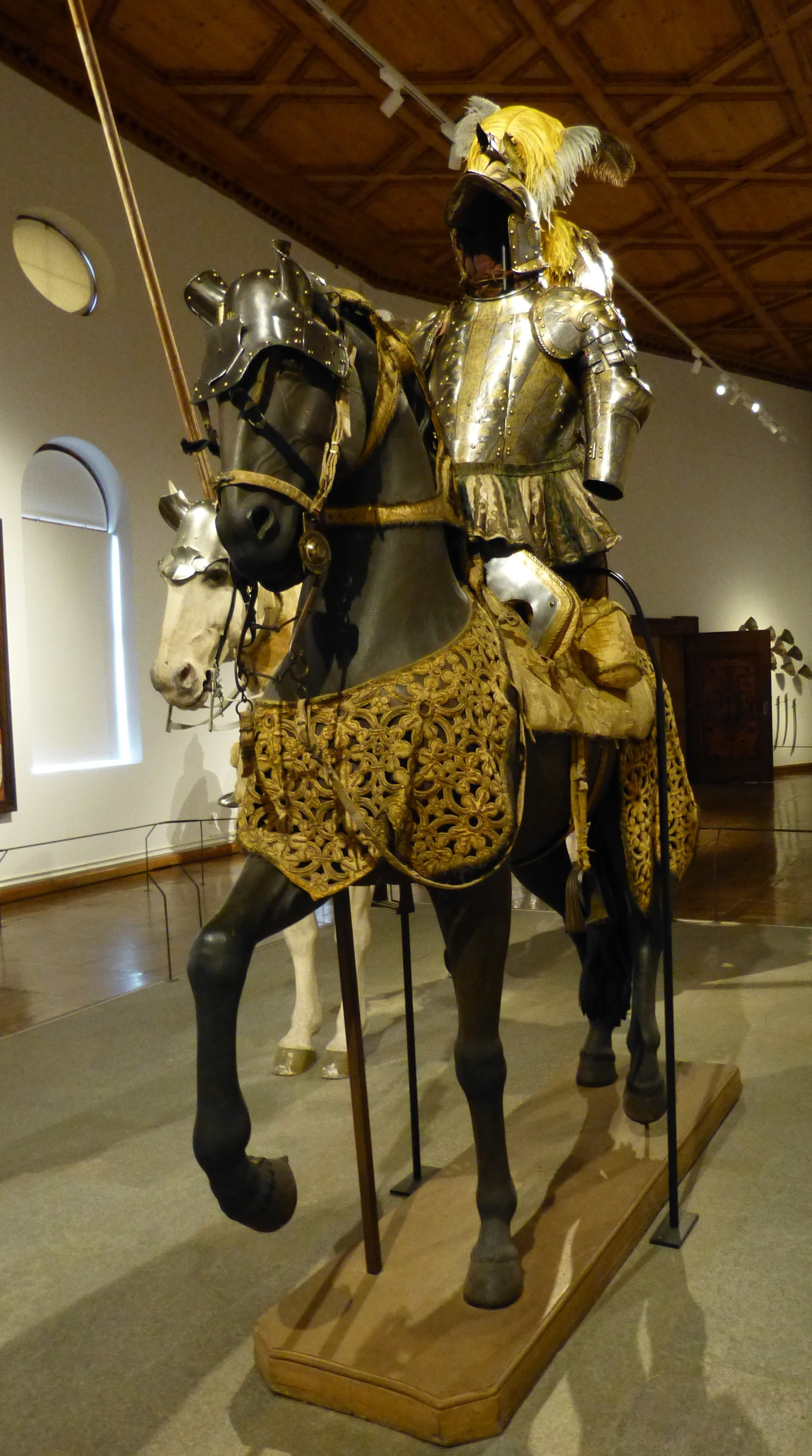
Stechzeug und Hochzeitsharnisch von Ferdinand II. im Schloss Ambras in Innsbruck

Das Stechzeug entwickelte sich erst im Laufe des 15. Jahrhunderts zu einer eigentlichen Sonderform des Plattenpanzers. Eine der augenfälligsten Veränderungen im Vergleich zur Kriegsrüstung stellt die Verwendung des Stechhelmes dar, eines sehr schweren, am Harnisch fixierten Helmes, dessen spitz zulaufende Form dafür sorgen sollte, dass die stumpfe Lanze des Gegners am Helm abglitt. Zum Stechzeug gehören überdies Rüst- und Rasthaken, die das Gewicht der Lanze trugen, wie auch diverse Modifikationen traditioneller Harnischteile, etwa die Verstärkung und Zuspitzung der Brustplatte zur Stechbrust, die Verbindung von linkem Arm mit Handschuh oder die Fixierung der hölzernen Stechtartsche auf der linken Brustseite. Die Turnierlanze selbst war mit einem Turnierkrönchen versehen, um ein Eindringen in den Sehschlitz des Stechhelms zu verhindern, und war bisweilen äußerst massiv. Die sogenannte Brechscheibe schützte Hand und Unterarm des Reiters, weshalb der späte Stechpanzer keinen rechten Handschuh mehr besaß.
Insgesamt war das Stechzeug im Vergleich zum Feldharnisch sehr massiv und für den tatsächlichen Kampf vollkommen ungeeignet. Das Klischee vom eisenbepackten Rittersmann, der nicht mehr aus eigener Kraft auf sein Pferd steigen kann, wurde in späterer Zeit fälschlicherweise vom Stechzeug – das nicht nur schwer war, sondern seinen Träger auch in seiner Bewegung völlig einschränkte – auf die gewöhnliche Rüstung übertragen.
Aus dem Stechen entwickelte sich das „Realgestech“ oder „Plankengestech“ und die zugehörige Rüstung für das Realgestech.

## Rennzeug
Das Rennzeug entstand um 1490 auf Anregung des „letzten Ritters“, des deutschen Königs und späteren Kaisers Maximilian I. Zwar war das Rennen schon seit mehr als einem Jahrhundert eine bekannte Turniervariante, die vor allem bei jungen Adligen beliebt war, doch eine Standardisierung der Ausrüstung kam erst unter Maximilians Leitung zustande. In seiner späten, sportlichen Form ging es beim Rennen entweder um den Wurf des Gegners aus dem Sattel oder um das Abreißen oder Zersplittern seines Schildes, der Renntartsche. Da es im Gegensatz zum Gestech beim Rennen nie um das Herunterreißen der Helmzier ging, wurde es nicht mit Stechhelmen ausgetragen, sondern mit dem sogenannten Rennhut, einem der Schaller ähnlichen Halbhelm. Gleichwohl war auch das Rennzeug hoch spezialisiert und umfasste unter anderem einen speziellen Rennsattel, Dilgen (im Sattel integrierte Beinpanzerung) und Rennbart (zum Schutz von Kehle und Kinn). Anders als beim Gestech war die Lanze scharf, was mit dazu beitrug, dass das Rennen auch in späterer Zeit noch als sportliche Mutprobe galt. Je nach Art des Rennens gehörte zum Rennzeug eine als Ziel dienende Renntartsche oder ein großer eiserner Schild, der fast den gesamten Torso deckte, was es dem Reiter erlaubte, auf spezielles Armzeug zu verzichten.

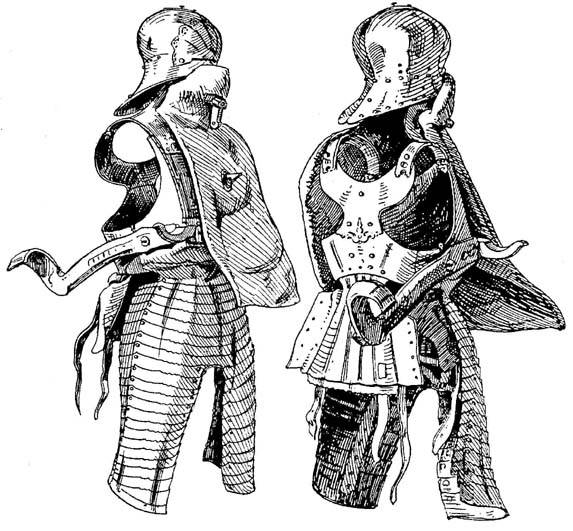
Rennzeug nach Wendelin Boeheim
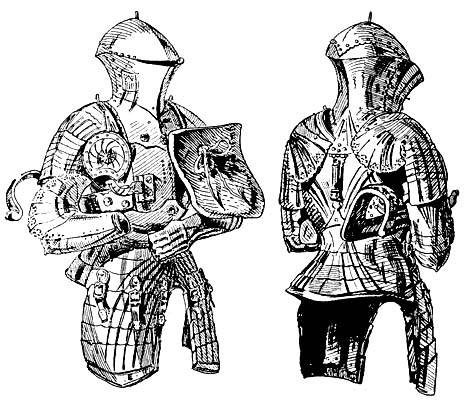
Stechzeug Maximilian I. nach Wendelin Boeheim
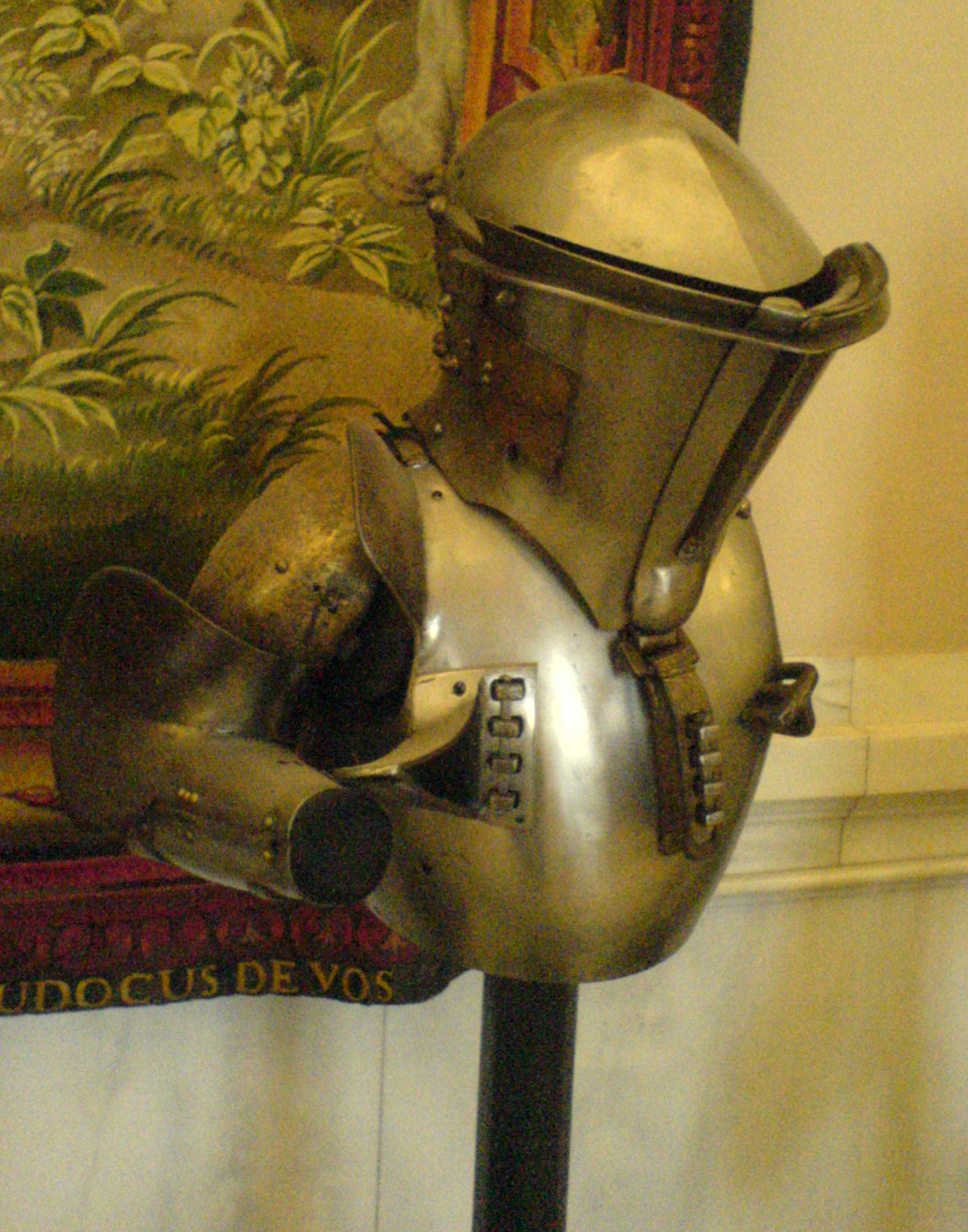
Teile eines Stechzeugs in der Wiener Hofjagd- und Rüstkammer
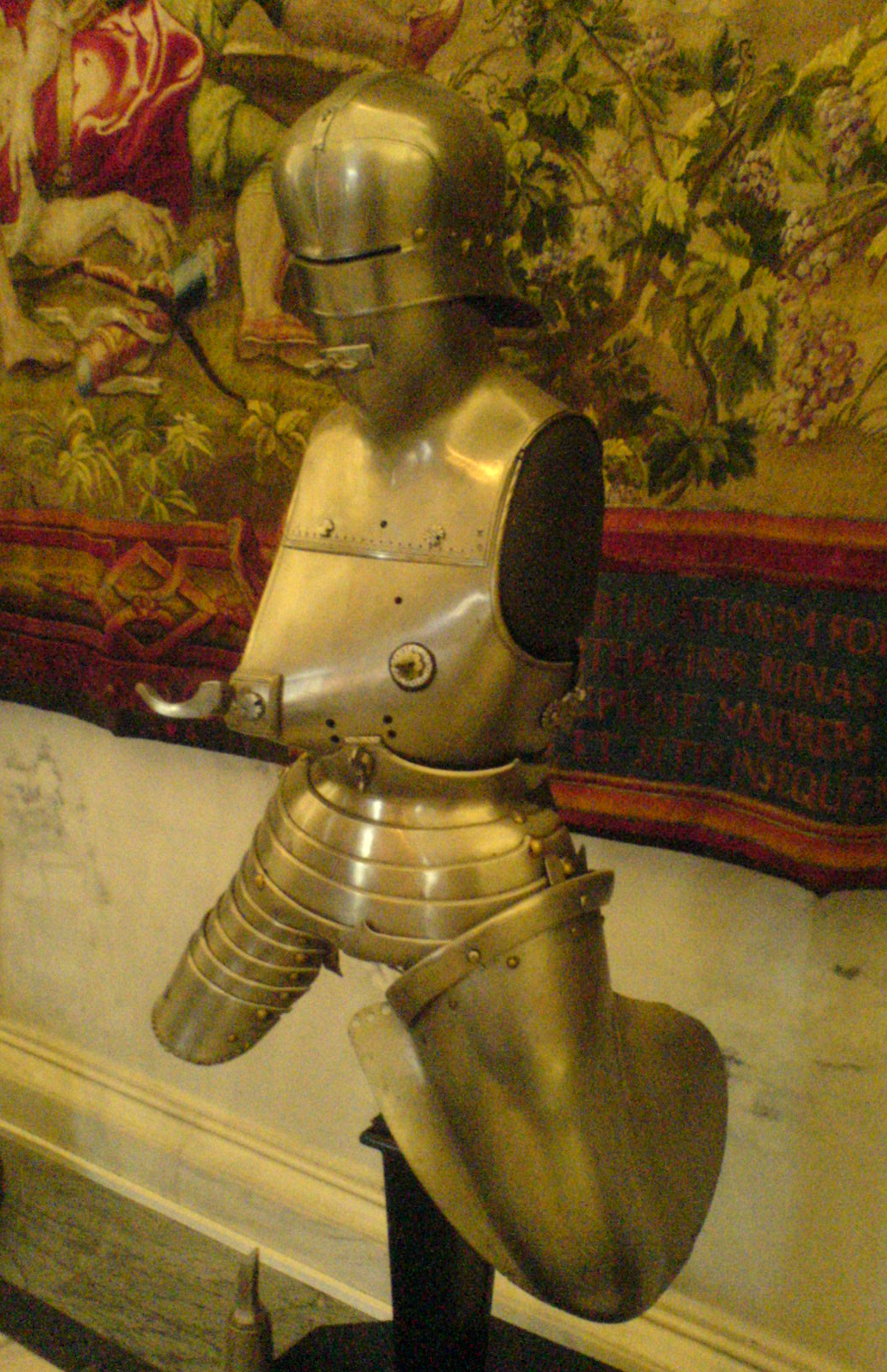
Rennzeug von Kurfürst Johann dem Beständigen von Sachsen in der Wiener Hofjagd- und Rüstkammer